# Шпангдалем
Спангдалем (нем. Spangdahlem, Шпангдалем) — коммуна в Германии, в земле Рейнланд-Пфальц.
Входит в состав района Айфель-Битбург-Прюм. Подчиняется управлению Шпайхер. Население составляет 795 человек (на 31 декабря 2010 года). Занимает площадь 13,44 км².

## Ссылки

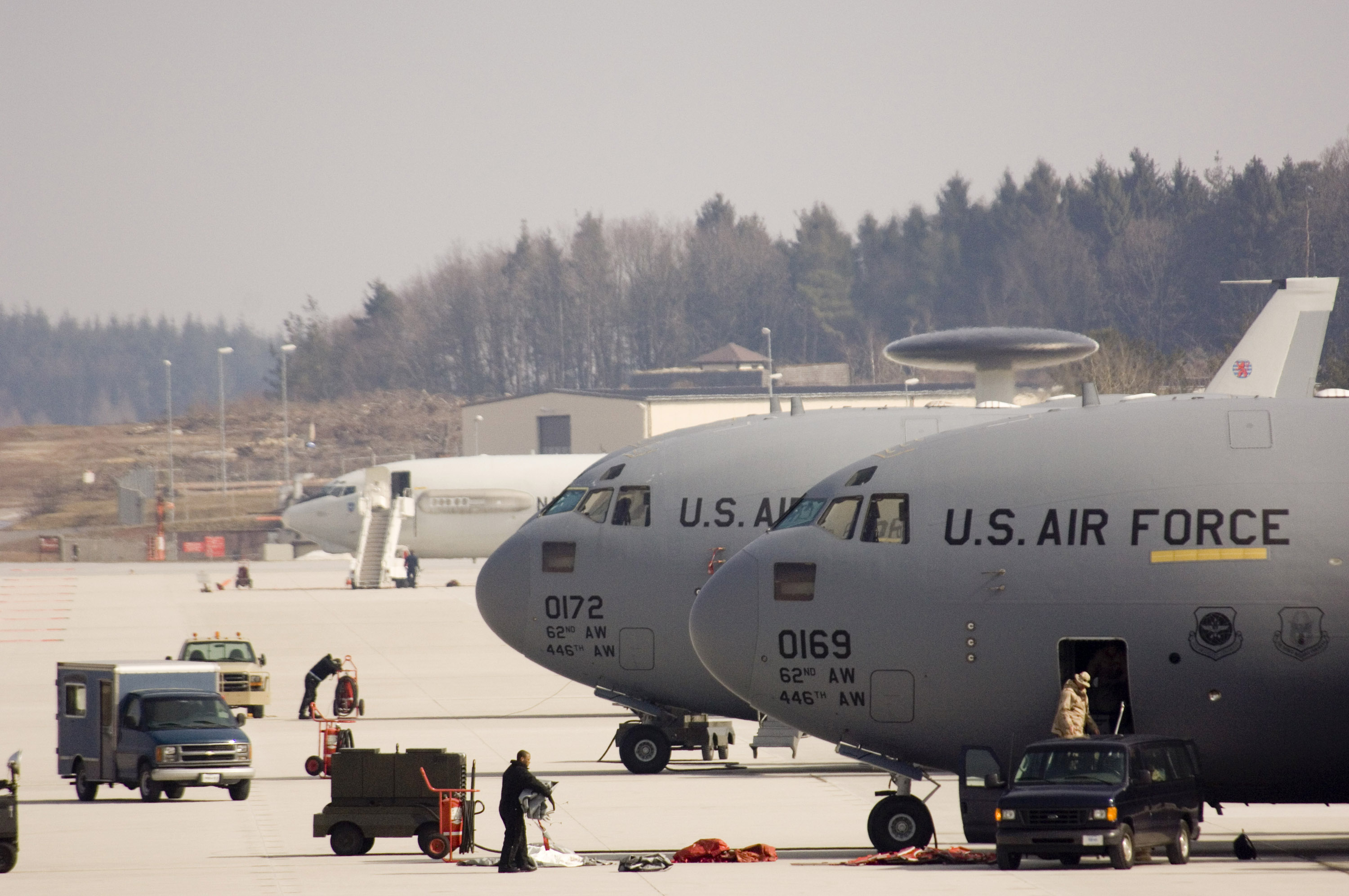
Два Boeing C-17A и Boeing E-3 Sentry (AWACS), Спангдалем, 22 марта 2006 г.